# Centropogon latifolius
Centropogon latifolius là loài thực vật có hoa trong họ Hoa chuông. Loài này được F.Wimm. mô tả khoa học đầu tiên năm 1935.